# فرودگاه ناخون سی تاممارات

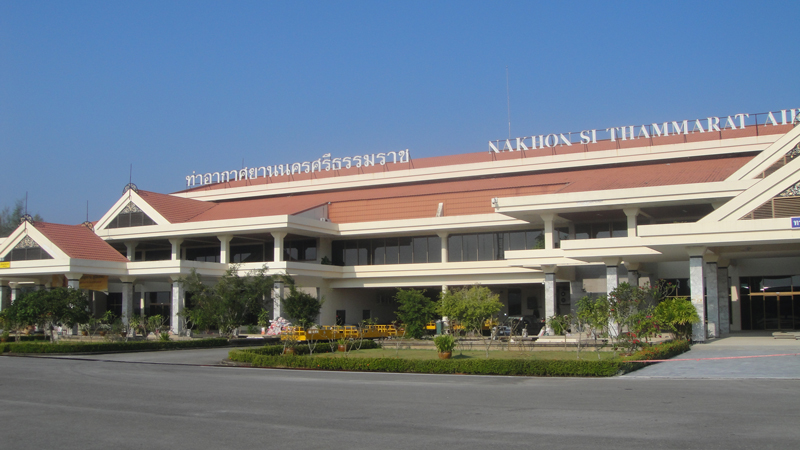
فرودگاه ناخون سی تاممارات

فرودگاه ناخون سی تاممارات (به انگلیسی: Nakhon Si Thammarat Airport) یک فرودگاه همگانی با کد یاتا NST است که یک باند فرود آسفالت دارد و طول باند آن ۲۱۰۰ متر است. این فرودگاه در کشور تایلند قرار دارد و در ارتفاع ۴ متری از سطح دریا واقع شده‌است.

## شرکت‌های هواپیمایی و مقصدهای پروازی
| Airline       | Destination | Flights/Day | Remark   |
| ------------- | ----------- | ----------- | -------- |
| Nokair        | دن موئنگ    | 6           | Domestic |
| تای ایرآسیا   | دن موئنگ    | 4           | Domestic |
| Thai Lion Air | دن موئنگ    | 4           | Domestic |

- Fly’n’Ride service and Fly’n’Ferry service by Nokair
  - Kanom (4 Flights/Day)
  - Thasala (4 Flights/Day)
  - جزیره ساموی (3 Flights/Day)
  - Koh Phangan (3 Flights/Day)
  - Thungsong (2 Flights/Day)
  - Koh Tao (2 Flights/Day)
  - Kiriwong (1 Flight/Day)
- Coach Bus Center and Ferri service by تای ایرآسیا
  - جزیره ساموی (3 Flights/Day)
  - Koh Phangan (2 Flights/Day)
  - Kanom (1 Flight/Day)
  - Koh Tao (1 Flight/Day)